# Kanarieberg
Le Kanarieberg, ou parfois mont Canarie en français, est une côte des Ardennes flamandes située sur la commune de Renaix dans la province belge de Flandre-Orientale. Elle se trouve sur le versant sud-est du Muziekberg.

## Cyclisme
Le Kanarieberg est surtout connu pour son ascension lors des classiques flandriennes et plus particulièrement lors de Kuurne-Bruxelles-Kuurne, où il suit le Hoppeberg et précède le Kruisberg. Il est également au programme des Trois Jours de Bruges-La Panne et de Halle-Ingooigem.
En 2004, il devait être emprunté par la Het Volk, mais l'édition est annulée en raison de mauvaises conditions météorologiques. En 2013, il fait partie du parcours de l'E3 Harelbeke et de l'Eneco Tour l'année suivante.
Depuis 2014, il est régulièrement au programme du Tour des Flandres où il précède le Vieux Quaremont. 